# Windows Nashville
Windows Nashville volt a kódneve a Microsoft egy leállított fejlesztésének, mely 1996-ban került volna piacra. Ez a rendszer a Windows 95 használóinak egy kisebb frissítést nyújtott volna, ez azonban nem történt meg. Sokan úgy gondolják[pontosabban?], hogy a „Nashville” kódnév a Windows 96-ot takarta, amely a Windows következő nagy kiadása lett volna.

## Jellemzők
- Internet Explorer 3.0
- Microsoft Office dokumentumok megnyitása internetböngészőn és fájlkezelőn keresztül.
- Weblapok megjelenítése az asztalon (Active Desktop), ami csak később, a Windows 98-ban debütált.
- Windows Desktop Update

## Lásd még
- Microsoft kódnevek
- Microsoft Windows